# Teler de boixets

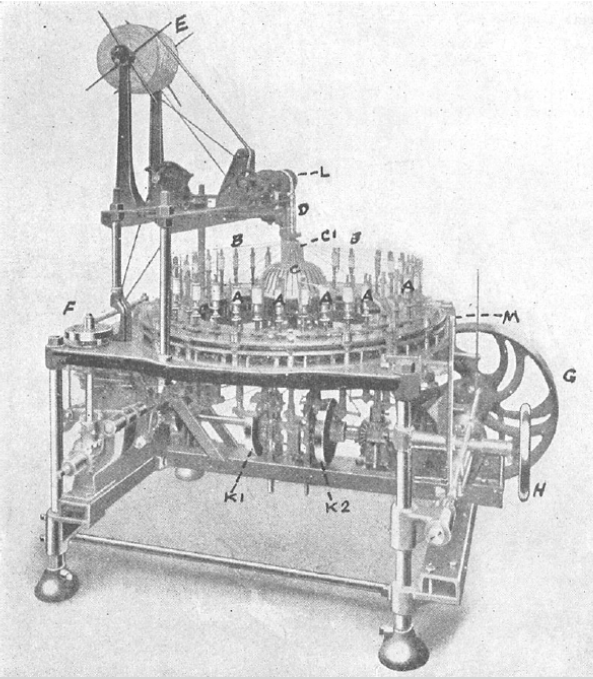
Màquina de boixets mostrant el seu funcionament A. Fus col·locat a la placa superior B. Fil enfilat fins al mandril C. Cúpula batedora C1. Ganivets batedors D. Mandrill (configuració variable) E. Encaix acabat F. Jacquard G. Politja per corretja de transmissió H. Volant de mà K. Lleves batedores L. Rotlles de presa M. Mànec per enganxar la corretja de transmissió

Un teler de boixets o màquina de Barmen, permet fer còpies perfectes de les "puntes de torxó" o de la més senzilla punta de coixí. fetes a mà. Els seus fusos imiten els moviments dels boixets de les puntaires, fent les puntes d'ambdós sistemes manuals.

## Història

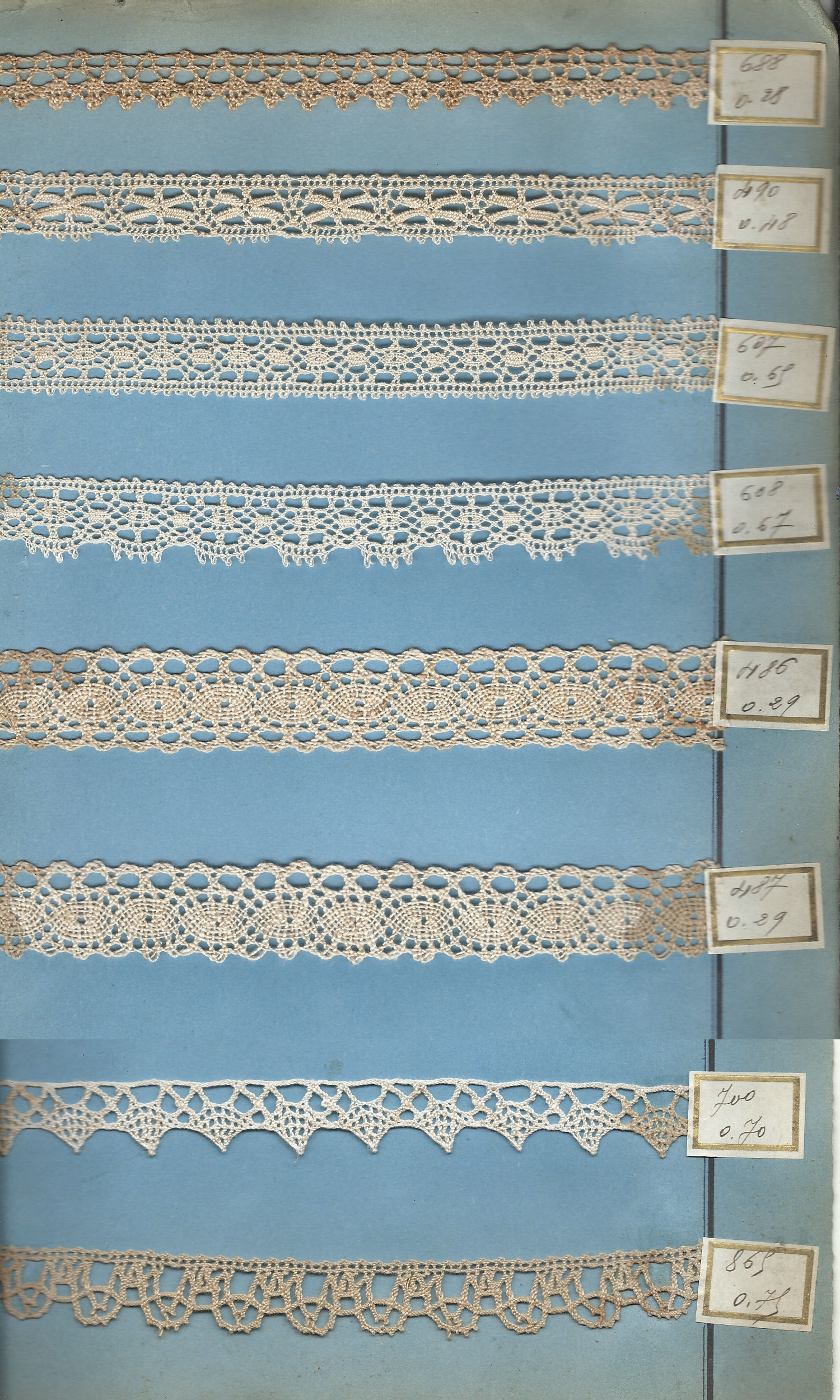
Encaix de màquina de Barmen

La màquina Barmen es va desenvolupar a la dècada de 1890 a la ciutat prussiana de Barmen, actualment part de Wuppertal, Alemanya, a partir d'una màquina de trenar. Els cordons de Barmen van derivar de trenes sòlides posteriorment fetes amb calats. Els encaixos Barmen s'obtenen en forma de cintes que més tard cal obrir per la meitat.

## Disseny de màquina
La màquina de boixets té els seus fusos distribuïts en un cercle, cadascun d'ells porta un gran bobina de fil. Aquests fusos es poden entrecreuar mecànicament cadascun d'ells amb tots els altres, així que els seus fils es poden creuar una manera complexa. Els fils corren cap al centre, on apareix l'encaix acabat, pujant cap amunt.. La màquina pot només pot fer una amplada de cinta a la vegada, i té una amplada màxima d'uns 120 fils L'encaix queda fet amb forma de tub o cilindre, un cop acabat, cal treure uns fils "d'unió" per deixar aparèixer la cinta plana.

## Usos
Amb els telers de boixets es poden fer encaixos, guarnicions, cintes elàstiques o rígides, cordons i ric-racs. L'encaix Barmen encara es fabrica entre d'altres, a Gran Bretanya per Malmic Lace Limited, a Nottingham o a Sabadell per l'empresa IEMESA.